# Bangert en Oosterpolder
Bangert en Oosterpolder is een wijk in aanbouw in het noordoostelijk deel van de gemeente Hoorn, gelegen in de dorpen Zwaag en Blokker.
Eind 2005 zijn de eerste huizen opgeleverd. In totaal zullen 3400 koop- en huurwoningen opgeleverd worden. De plannen laten een opdeling in twee sfeergebieden zien: Waterland (waar water een belangrijke rol gaat spelen) en Hoge Hemen (met kleine buurtjes rond centrale plekken). Bangert en Oosterpolder had volgens planning in 2015 gereed moeten zijn, dit werd echter door de crisis niet gehaald
In 2012 is wijkcentrum De Kreek en in 2018 Winkelcentrum de Bangert geopend.
De wijknaam is ontleend aan twee gebieden binnen de gemeente Hoorn. Het eerste is De Bangert, dat sinds 1600 een fruitteeltgebied was en tevens de naam is van een buurtschap. In de twintigste eeuw verdween de meeste fruitteelt, slechts een paar zijn nog in bedrijf. Het tweede is de Oosterpolder, het poldergebied dat eigenlijk het grootste deel van de gemeente Hoorn omvat, maar dat in engere zin voor het gebied ten noorden van de Dorpsstraat in Zwaag gebruikt wordt.
Bangert en Oosterpolder is de laatste wijk die Hoorn op het huidige eigen grondgebied kan realiseren, aangezien na de realisatie van deze wijk de gemeente tot aan haar grenzen staat volgebouwd.
Binnenstad · Grote Waal · Hoorn 80 · Hoorn-Noord · Kersenboogerd-Noord · Kersenboogerd-Zuid · Nieuwe Steen · Risdam-Noord · Risdam-Zuid · Bangert en Oosterpolder · Venenlaankwartier · Westerblokker · Zwaag